# Королевская Миля

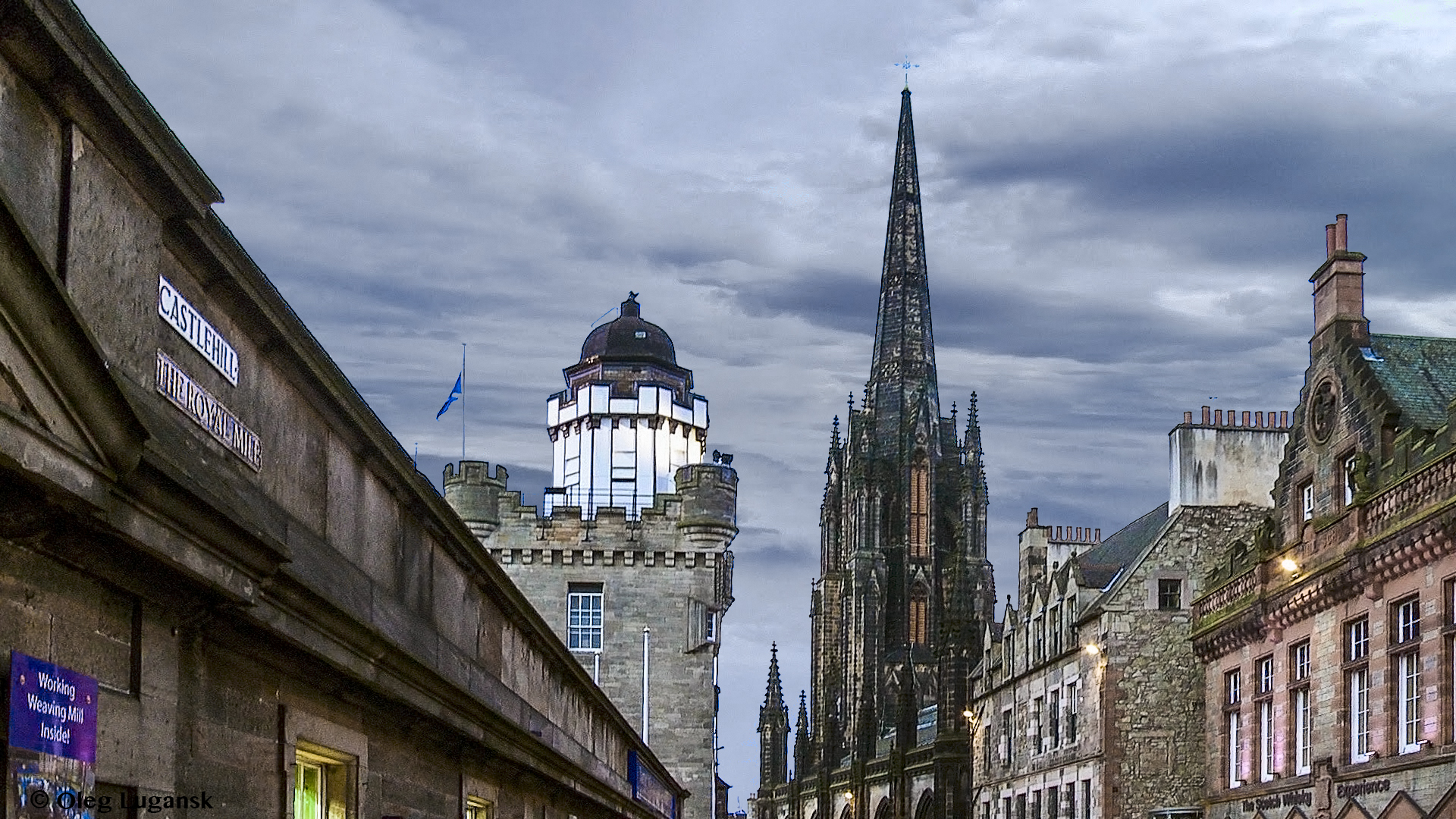
Эдинбург, Королевская миля, Каслхилл. Вид на Хаб.

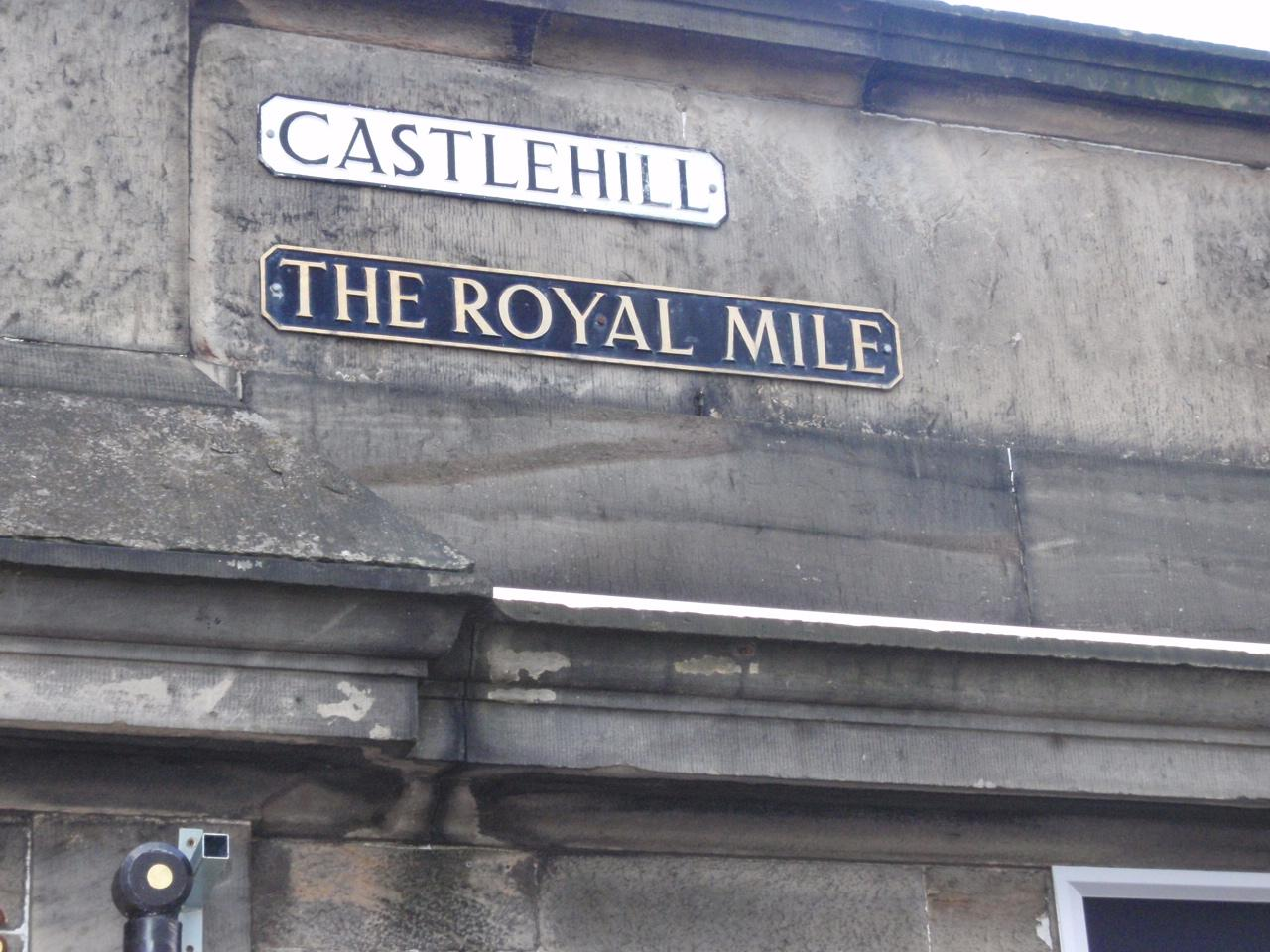
Уличный знак

Короле́вская Ми́ля (англ. The Royal Mile) — череда улиц в центре Эдинбурга (Шотландия), одна из главных достопримечательностей города. Протяженность Королевской Мили составляет одну шотландскую милю, которая длиннее британской примерно на 200 м (всего около 1,8 км). Она начинается у Эдинбургского замка и спускается вниз к Холирудскому дворцу.

## История

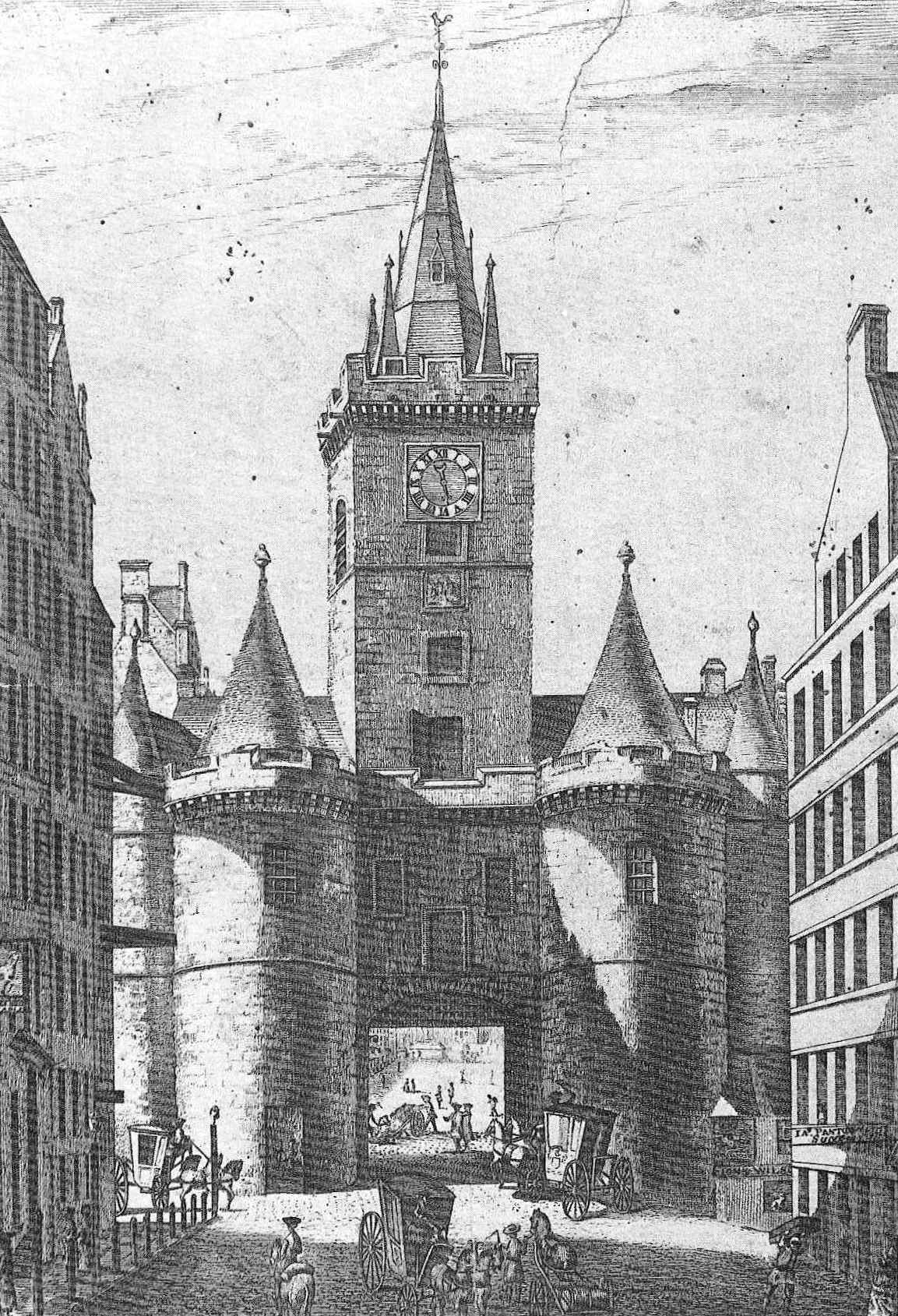
Городские ворота на Кэнонгейт — главный вход в город до 1764 года

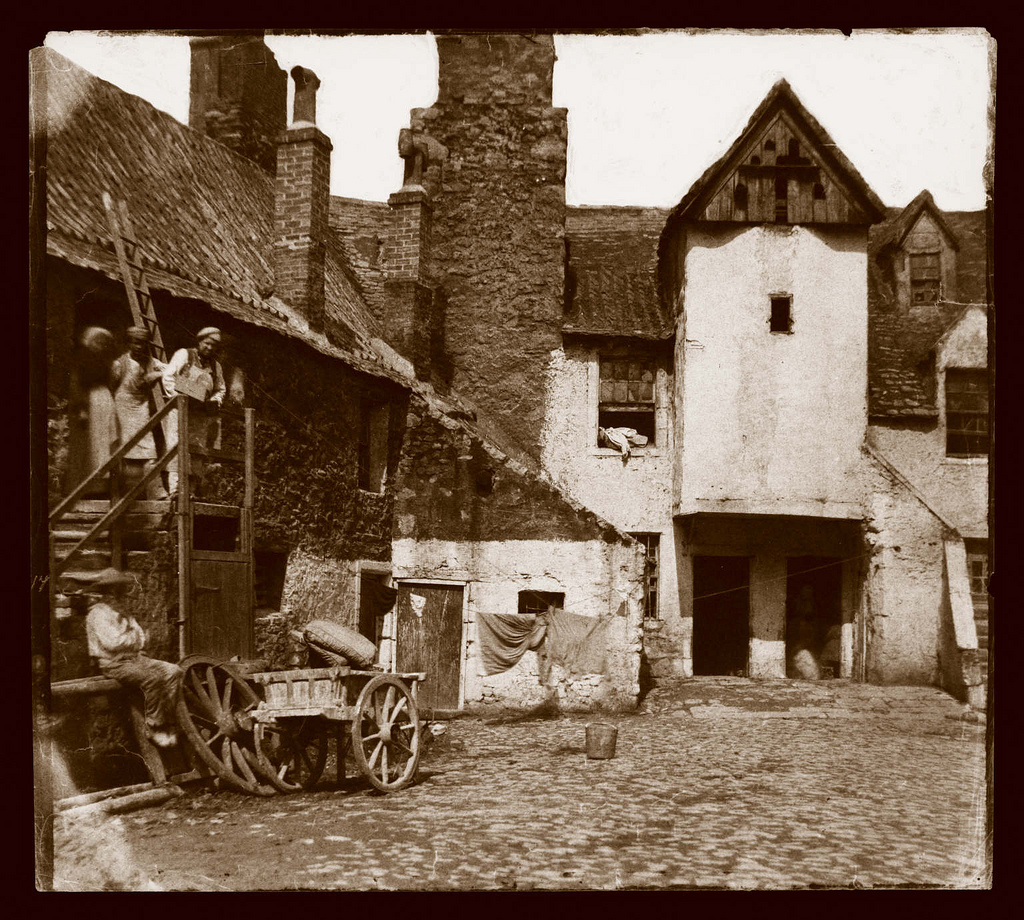
Королевская Миля в 1850-х

История Королевской Мили берёт начало в первой половине XII века, когда король Шотландии Давид I обосновался в крепости на Замковой скале, которую он приказал перестроить в Эдинбургский замок. Король предоставил поселению у подножия замка права на торговлю, и на Lawnmarket раскинулся открытый рынок. Затем Давид распорядился о сооружении Хай-стрит, называвшейся в те времена Via Regis (букв. «Королевский путь»), от которой предположительно и возникло название «Королевская Миля».
Деревянные здания вдоль Королевской Мили обычно называли в честь владельцев, и эта традиция сохранилась и в более поздних постройках. Между домами образовывались тупики и внутренние дворы, в которых также разводили домашний скот. В середине XVI века средневековые постройки были сожжены англичанами во время англо-шотландского конфликта. Английский король Генрих VIII приказал восстановить дома, поскольку он хотел добиться от шотландцев разрешения на женитьбу своего сына на Марии Стюарт. Новые здания, построенные около 1591 года, были выполнены главным образом из камня, но в них по-прежнему были плохие санитарные условия, несмотря на то, что на Кэнонгейт обосновалась знать в роскошных особняках с красивыми садами.
В середине XVII века жилищные условия стали критическими — Старый город был переполнен, на Королевской Миле проживали около 70 тыс. человек. Некоторые здания достигали 14 этажей, в одном блоке могли проживать до 300 человек, иногда делившие одну комнату на 10-х. С расширением Эдинбурга и постройкой Нового города в XVIII веке эту проблему сумели разрешить. Также с 1865 года произошли некоторые преобразования и на Королевской Миле: лорд-провост Уильям Чамберс соорудил новые просторные дома на Блэкфрайарс-стрит и Сэнт-Марис-стрит. Олд-Уэст-Боу была снесена, а с помощью Кокбёрн-стрит «прорубили» подъезд к вокзалу Уэверли. Работы были продолжены в 1880-х годах градостроителем и биологом Патриком Геддесом, который перестроил район Кэнонгейт и искусственный холм Маунд. Он конструировал внутренние дворы и сады по планам, напоминавшим о Королевской Миле 500 лет назад.

## Достопримечательности
Собственно Королевская Миля состоит из четырёх следующих друг за другом улиц (с запада на восток): Каслхилл, Лонмаркет, Хай-стрит и Кэнонгейт, причём они постепенно спускаются вниз. Подобно рыбьему хребту, от этих улиц расходятся небольшие улицы и тупики, которые тоже относят к Миле.

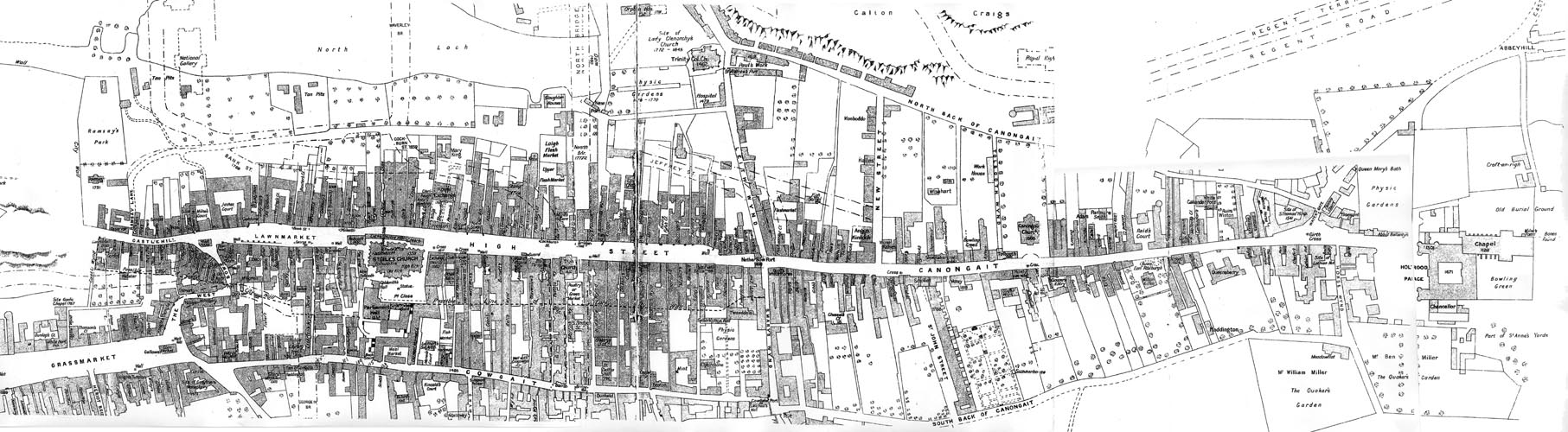
Схема XVIII века

Каслхилл

### Каслхилл
Королевская Миля начинается с эспланады (Castle Esplanade) у Эдинбургского замка, которую разбили в XIX веке для проведения военных парадов. Здесь ежегодно проходит Королевский эдинбургский парад военных оркестров.
На небольшой Каслхилл расположились музей иллюзий Камера Обскура и Шотландский центр наследия виски. На правой стороне улицы доминирует Хаб — ранее церковь Св. Джона, теперь место проведения большинства эдинбургских фестивалей.

### Лонмаркет
Лонмаркет ранее был рынком, где торговали полотном. Сейчас на улице обосновались ориентированные на туристов небольшие магазины с сувенирной продукцией, в первую очередь, продающие килты и другие изделия из шотландской шерсти. По левой стороне расположено также историческое здание Глэдстонс-Лэнд (Gladstone’s Land). Улица заканчивается на пересечении с Бэнк-стрит, которая открывает вид на главное здание Банка Шотландии слева и с мостом Георга IV справа, ведущим к Маунду и Новому городу. Действует Музей писателей Роберта Бёрнса, Вальтера Скотта и Роберта Льюиса Стивенсона.

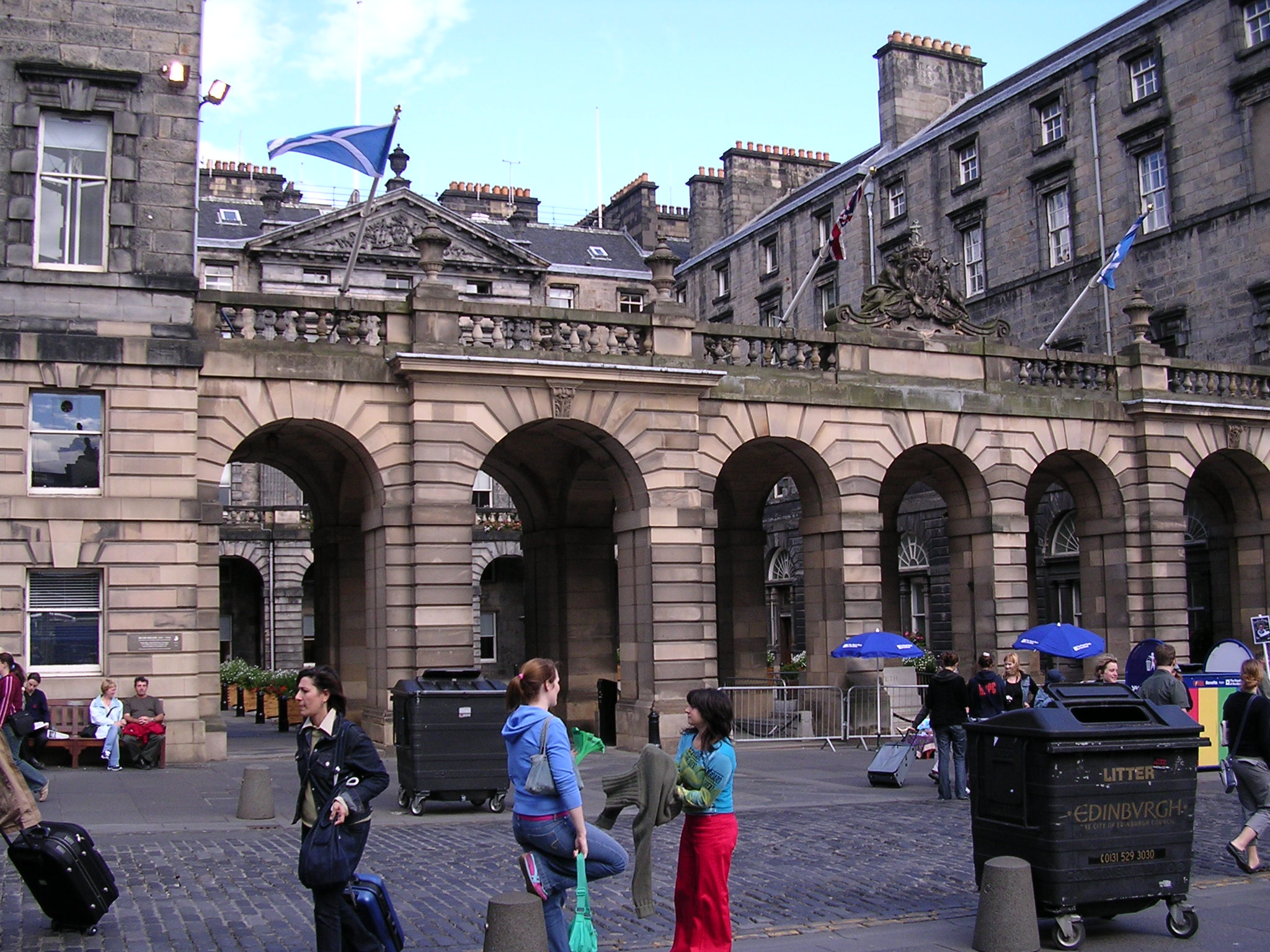
Здание бывшего парламента

### Хай-стрит
Во время проведения многочисленных эдинбургских фестивалей улица становится центром общественной жизни города, куда стекаются туристы, уличные музыканты, участники и посетители фестивалей.

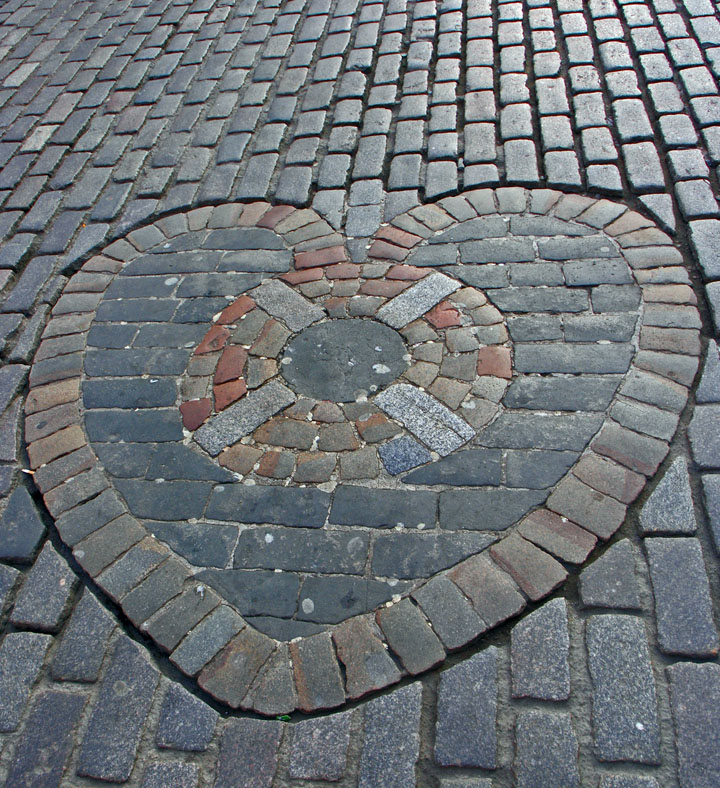
«Сердце Мидлотиана»

С левой стороны находится здание Верховного суда, справа на Парламентской площади расположено здание старого Парламента Шотландии, исполнявшего свои функции до принятия Акта об Унии. Сейчас в нём разместился верховный гражданский суд Шотландии. Также на Парламентской площади находится собор Сент-Джайлс (св. Эгидия) — центр шотландского пресвитерианства.
У западного входа в церковь Сент-Джайлс находится «Сердце Мидлотиана» — мозаика в брусчатке, выложенная на месте, где ранее стояла тюрьма Толбут. С другой стороны церкви можно видеть меркат-кросс, с которого зачитывали королевские указы и обнародовали результаты выборов.
Чуть поодаль улицу пересекают мосты: налево отходит Северный мост, соединяющий Старый город с Новым, направо — Южный мост, который более похож на обычную улицы с магазинами, но скрывает под собой здания и эдинбургские склепы.
На Хай-стрит также находятся дом-музей религиозного реформатора Джона Нокса и Музей детства. В конце улицы расположен паб «Край света» (World’s End Pub) и одноимённый тупик — ранее здесь стояли городские ворота Недербоу, и попасть внутрь городских стен могли лишь зажиточные горожане, заплатившие при входе.

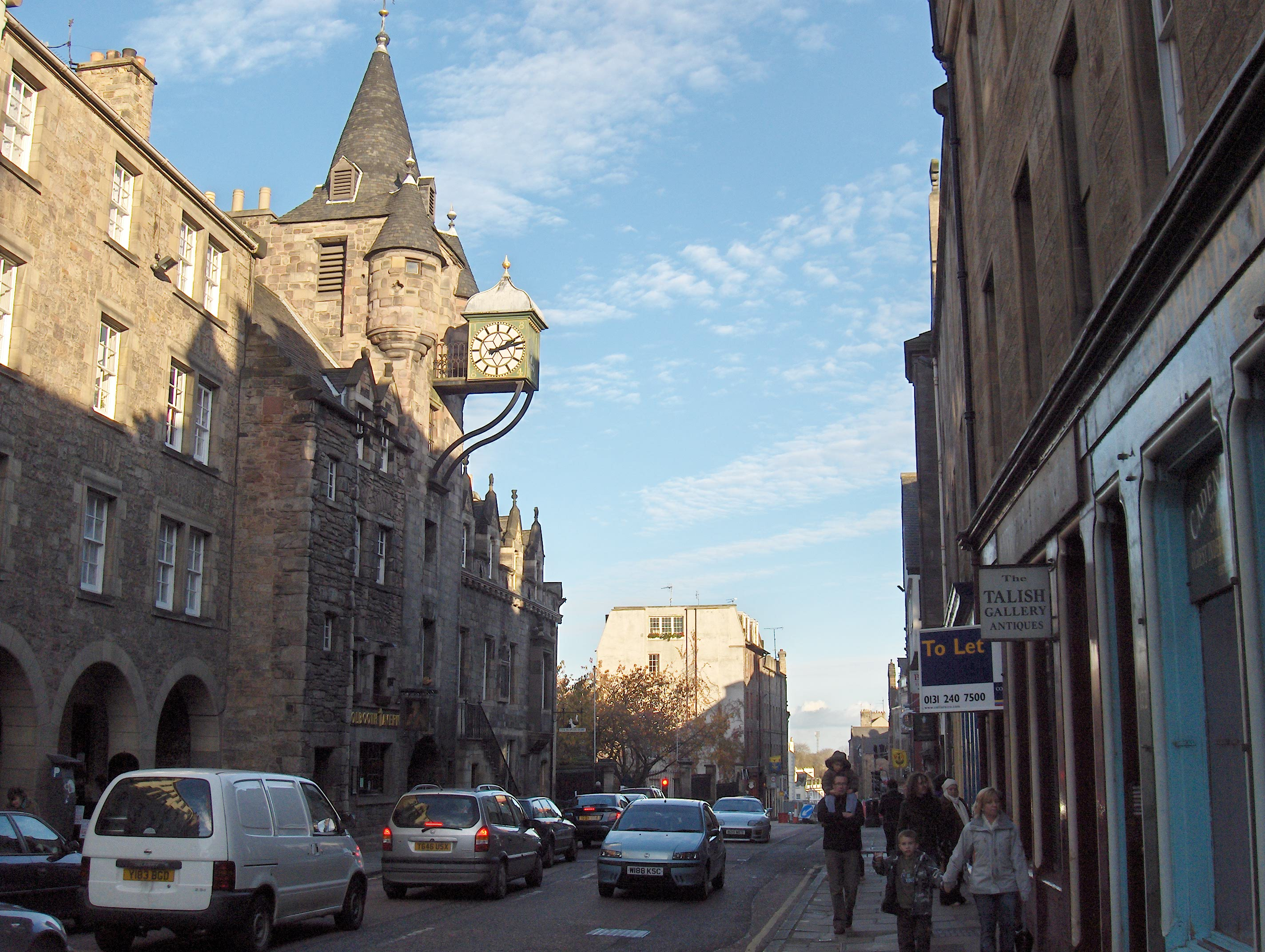
Вид на Кэнонгейт. Слева — Кэнонгейт Толбут

### Кэнонгейт
Название Кэнонгейт происходит от canon’s gait («монашеская улица»), в честь августинцев Холирудского аббатства. На этой улице находятся Морэй Хаус — педагогический факультет Эдинбургского университета; Canongate Tolbooth — бывшая тюрьма и суд, ныне Музей народной истории Эдинбурга; Музей Эдинбурга. Необычно для зданий Церкви Шотландии выглядит Кэнонгейтская церковь, построенная в нидерландском колониальном стиле. На церковном кладбище находятся могилы многих известных шотландцев, в том числе Адама Смита, Давида Риччо и поэта Роберта Фергюссона, чья бронзовая статуя стоит перед входом в церковь.
Кэнонгейт заканчивается у здания Шотландского парламента, а небольшая улица Эбби-Стрэнд ведёт от Королевской Мили к Холирудскому дворцу.